# Medal of Honor: Frontline
Medal of Honor: Frontline (česky Medaile cti: Přední linie) je čtvrtá hra v sérii Medal of Honor, vydána společností Electronic Arts. Postavou hráče ve hře je americký poručík Jimmy Patterson, od Amerického OSS. Frontline hry je Pattersonova cesta, která bojuje proti jeho cestě přes Evropu do nacistického Německa během druhé světové války. Frontline byl vydán v Severní Americe pro PlayStation 2 28. května 2002, a pro Xbox a GameCube konzole 10. listopadu 2002.
GamePro napsal, že Frontline se točí hlavně kolem hrdinství Jimmyho Pattersona. I když cílový dojem je HO-IX, Patterson se často zastavuje, aby pomohl v operaci Market Garden.